# Dekanat Lwówek Śląski
Dekanat Lwówek Śląski – jeden z 28 dekanatów w rzymskokatolickiej diecezji legnickiej.

## Parafie
W skład dekanatu wchodzi 10 parafii:
- Parafia św. Mikołaja – Chmieleń
- Parafia św. Mikołaja i Matki Bożej Śnieżnej – Kotliska
- Parafia św. Maternusa Biskupa i Męczennika – Lubomierz
- Parafia św. Franciszka z Asyżu – Lwówek Śląski
- Parafia Wniebowzięcia Najświętszej Maryi Panny – Lwówek Śląski
- Parafia św. Tekli – Pławna (Pławna Dolna)
- Parafia Świętych Apostołów Piotra i Pawła – Sobota
- Parafia św. Mikołaja Biskupa – Wleń
- Parafia św. Bartłomieja Apostoła – Wojciechów
- Parafia Matki Boskiej Szkaplerznej – Zbylutów